# Baqyt Särsekbajew
Baqyt Abdirachmanowitsch Särsekbajew (kasachisch Бақыт Әбдірахманұлы Сәрсекбаев; * 29. November 1981 in Usbekische SSR) ist ein ehemaliger usbekisch-kasachischer Boxer im Weltergewicht. Er gewann unter anderem die Goldmedaille bei den Olympischen Spielen 2008 in Peking.

## Karriere
Särsekbajew wurde 1981 in Usbekistan geboren, wo sein Vater, der aus dem südkasachischen Schetissai stammte, in Viloyat Taschkent arbeitete. Er begann im Alter von fünf Jahren in der usbekischen Boxschule Shyrchik mit dem Boxsport und besuchte zeitgleich dasselbe Internat wie der spätere Cheftrainer der usbekischen Boxnationalmannschaft, Tolkyn Kylyshev. Särsekbajew wurde in der Folgezeit siebenmal Usbekischer Meister, gewann im Halbweltergewicht mit einem Finalsieg gegen Shin Myung-hoon die Asienmeisterschaft 2002 in Seremban und mit einem Finalsieg gegen Vijender Kumar die Afro-Asian Games 2003 in Hyderabad, sowie nach einer Halbfinalniederlage gegen Nurschhan Karimschanow eine Bronzemedaille bei den Asienspielen 2002 in Busan. Bei der Weltmeisterschaft 2003 in Bangkok unterlag er in der Vorrunde knapp gegen Diógenes Luna.
Danach wechselte er nach Kasachstan und boxte im Weltergewicht, seine Haupttrainer wurden Alexander Apachinsky und Damir Budanbekov. Er gewann die Asienmeisterschaft 2005 in Ho-Chi-Minh-Stadt mit einem Finalsieg gegen Aliasker Başirow und siegte auch bei der World University Championship 2006 in Almaty, wobei er im Finale Maxim Koptjakow bezwang. Die Asienspiele 2006 in Doha gewann er unter anderem mit Siegen gegen Aliasker Başirow, Hanati Silamu und Angkhan Chomphuphuang, sowie die Asienmeisterschaft 2007 in Ulaanbaatar mit einem Finalsieg gegen Nandin-Erdene Munguntsooj.
Bei der Weltmeisterschaft 2007 in Chicago erreichte er mit Siegen gegen Xavier Noël, Velibor Vidić und Pedro Lima das Viertelfinale, wo er diesmal gegen Hanati Silamu unterlag. Mit diesem Erfolg war er für die Olympischen Spiele 2008 in Peking qualifiziert und erreichte dort nach siegreichen Kämpfen gegen Adam Trupish, Vitalie Grușac, Dilschod Machmudow und Kim Jung-joo das Finale, wo er beim Kampf um die Goldmedaille Carlos Banteur besiegte.
In der Saison 2010/11 erreichte er noch mit dem kasachischen Team Astana Arlans des Cheftrainers Beibut Yeszhanov den zweiten Platz in der World Series of Boxing und hatte fünf von acht Kämpfen gewonnen.
Nach seiner Wettkampfkarriere arbeitete er als Boxtrainer, unter anderem für die Jugendmannschaft und die Reserveauswahl der kasachischen Nationalmannschaft, sowie die Nationalmannschaft Vietnams (Stand: Dezember 2024).